# Czerna mogiła (obwód Burgas)
Czerna mogiła (bułg. Черна могила) – wieś w południowo-wschodniej Bułgarii, w obwodzie Burgas, w gminie Ajtos. Według danych Narodowego Instytutu Statystycznego, 31 grudnia 2011 roku wieś liczyła 343 mieszkańców.